# East West Bank Classic 2007
L'East West Bank Classic 2007 è stato un torneo di tennis giocato sul cemento.
È stata la 34ª edizione del East West Bank Classic, che fa parte della categoria Tier II nell'ambito del WTA Tour 2007.
Si è giocato al Home Depot Center di Carson, vicino a Los Angeles negli Stati Uniti, dal 6 al 12 agosto 2007.

## Campionesse

### Singolare
Ana Ivanović ha battuto in finale  Nadia Petrova con il punteggio di 7–5, 6–4

### Doppio
Květa Peschke /  Rennae Stubbs hanno battuto in finale  Alicia Molik  /   Mara Santangelo con il punteggio di 6–0, 6–1